# Enn Tarvel
Enn Tarvel (bis 1939 Enn Treiberg, * 31. Juli 1932 in Metsiku, Landgemeinde Haljala, Kreis Lääne-Viru; † 22. September 2021 in Tallinn) war ein estnischer Historiker.

## Leben und Werk
Tarvel schloss 1950 die Oberschule in Rakvere mit der Silbermedaille ab und nahm danach sein Geschichtsstudium an der Universität Tartu auf, das er 1955 mit einer Arbeit über die Geschichte Englands abschloss. Laut eigener Aussage war das damalige Studium jedoch „reine politische Propaganda, in deren Rahmen keinerlei inhaltliche Ausbildung zur Forschungsarbeit stattfand“, weswegen er sich Zeit seines Lebens als Autodidakt betrachtete. Nach zwei Jahren Arbeit im Heimatmuseum in Tartu trat er 1957 im Institut für Geschichte der Estnischen Akademie der Wissenschaften seine Aspirantur an, die er 1961 mit einer Kandidatenarbeit über die polnische Zeit in Livland abschloss. Anschließend erhielt er eine Anstellung im selben Institut und arbeitete an seiner Doktorarbeit, die er 1971 verteidigte. Sie behandelte den sogenannten „Haken“, eine Besteuerungseinheit und ein Flächenmaß im mittelalterlichen Livland.
Ab 1978 war Tarvel Sektionsleiter für die Geschichte der Feudalismusperiode am Institut für Geschichte; ab 1983 hielt er Vorlesungen an der Polytechnischen Universität in Tallinn, wo er ab 1988 eine Professur innehatte. 1993 wechselte er als Direktor des Baltischen Instituts nach Stockholm, wodurch er Professor an der Universität Stockholm wurde. Nach seiner Pensionierung kehrte er 1998 zurück nach Estland.
Der Historiker und Politiker Peeter Tarvel war sein Onkel.

## Auszeichnungen
- 1994 Korrespondierendes Mitglied der Königlichen Gustav-Adolfs-Akademie für schwedische Volkskultur
- 1995 Korrespondierendes Mitglied der Lettischen Akademie der Wissenschaften
- 2001 Orden des weißen Sterns (III. Klasse)
- 2014 Wissenschaftspreis der Republik Estland

## Schriften (Auswahl)
- Adramaa: Eesti talurahva maakasutuse ja maksustuse alused 13.–19. sajandil. Tallinn: Eesti Raamat 1972. 315 S.
- Der Haken. Die Grundlagen der Landnutzung und der Besteuerung in Estland im 13.–19. Jahrhundert. Tallinn: Akademie der Wissenschaften der Estnische SSR, Institut für Geschichte, Perioodika 1983. 405 S.
- Lahemaa ajalugu. Tallinn: Eesti Raamat 1983. 235 S.
- (Hg. gemeinsam mit Juhan Kahk) Eesti talurahva ajalugu. Tallinn: Olion 1992. 655 S.
- (gemeinsam mit Juhan Kahk) An economic history of the Baltic countries. Stockholm: Department of Baltic Studies at Stockholm University 1997. 141 S.
- (Gemeinsam mit Enn Küng, Margus Laidre, Ivar Leimus, Aivar Põldvee, Anti Selart, Marten Seppel, Kai Tafenau und Ülle Tarkiainen:) Eesti ajalugu III. Vene-Liivimaa sõjast Põhjasõjani. Tartu: Tartu Ülikooli ajaloo ja arheoloogia instituut 2013. 487 S.
- Ajalookimbatused. Toimetanud Marten Seppel ja Urmas Tõnisson. Eesti mõttelugu 109. Tartu: Ilmamaa 2013. 542 S.
- Eesti rahva lugu. Tallinn: Varrak 2018. 399 S.

## Sekundärliteratur
- Jaan Undusk: Enn Tarvel 75. Psühhograafiline skits, in: Tuna 2/2007, S. 142–146.
- Marten Seppel: Järelehüüe Enn Tarvelile, in: Tuna 4/2021, S. 149–151.
- Olev Liivik: In memoriam Enn Tarvel, in: Ajalooline Ajakiri 3-4/2021, S. 279–282.